# Хантер, Марк (хоккеист)
Марк Хантер (англ. Mark Hunter; 12 ноября 1962, Петролиа, Канада) — канадский хоккейный функционер и тренер, в прошлом — профессиональный хоккеист. Обладатель Кубка Стэнли 1989 года в составе «Калгари Флэймз». Два старших брата Марка — Дэйв и Дейл — также были хоккеистами.

## Игровая карьера
Марк Хантер был выбран на драфте НХЛ 1981 года в первом раунде клубом «Монреаль Канадиенс».
15 июня 1985 года «Монреаль» обменял Хантера, защитника Майка Дарка, право выбора во втором, третьем, пятом и шестом раундах драфта 1985 года в «Сент-Луис Блюз» на право выбора в первом, втором, четвёртом, пятом и шестом раундах того же драфта. Хантер принимал участие в Матче всех звёзд НХЛ 1986 года.
6 сентября 1988 года «Сент-Луис» обменял Хантера, Дарка, нападающих Дуга Гилмора и Стива Бозека в «Калгари Флэймз» на нападающих Майка Балларда и Крэйга Кокса и защитника Тима Коркери.
5 марта 1991 года «Калгари» обменял Хантера в «Хартфорд Уэйлерз» на нападающего Кэри Уилсона.
15 июня 1992 года «Хартфорд» обменял Хантера и будущую компенсацию в «Вашингтон Кэпиталз» на нападающего Ника Кипреоса.

## Тренерская карьера
В середине сезона 1994/1995 Хантер стал главным тренером клуба ОХЛ «Сарния Стинг».
В 1996 году Хантер был назначен главным тренером клуба АХЛ «Сент-Джонс Мейпл Лифс», с которым проработал один сезон, после чего вернулся в «Сарнию».
С 2000 по 2015 год Хантер был генеральным менеджером клуба ОХЛ «Лондон Найтс». В 2001 году главным тренером «Лондона» стал старший брат Марка Дейл Хантер. По итогам сезона 2003/04 получил приз Лучшему руководителю года. 28 ноября 2011 года Дейл был назначен главным тренером клуба НХЛ «Вашингтон Кэпиталз», а Марк заменил его в «Найтс». По окончании сезона 2011/12 Дейл Хантер вернулся на пост главного тренера «Лондона».
22 октября 2014 года новый президент «Торонто Мейпл Лифс» Брендан Шэнахэн пригласил Марка Хантера на должность директора по развитию игроков. 12 апреля 2015 года президент Шэнахан объявил об увольнении генерального менеджера Дэйва Нониса. Функции генерального менеджера были временно возложены на Кайла Дубаса, Марка Хантера и самого Шэнахана. На драфте НХЛ 2015 года Хантер объявил первый выбор «Торонто» со сцены. Им стал нападающий «Лондона» Митч Марнер.